# Diblástico
Los diblásticos (o diploblásticos) son animales cuya gástrula tiene la condición de poseer solo dos hojas embrionarias.
Los únicos animales diblásticos son los cnidarios, ctenóforos y poríferos. Tienen una cavidad gástrica con un solo orificio que actúa como boca y ano, y que equivale al blastoporo embrionario. Carecen de cabeza y de sistema nervioso centralizado y tienen simetría radial. Antiguamente se reunía a estos organismos, junto a los poríferos bajo el nombre de celentéreos o celenterados, agrupación que hoy se considera parafilética y carece de valor taxonómico de acuerdo con los taxónomos cladísticos. Esto se consideraba como tal porque las esponjas tienen varias capas celulares análogas a ectodermo y endodermo, pero de naturaleza diferente pues no producen gastrulación. 
Se ha propuesto que existiría una dicotomía profunda en la filogenia animal entre los diblásticos y los triblásticos, por lo que podríamos hablar de los subreinos Diploblasta y Bilateria. Sin embargo, la mayoría de estudios sostienen que los diblásticos constituyen en todo caso un grupo parafilético.

## Celentéreos
Los celentéreos (Coelenterata o Radiata) son los animales típicos diblásticos que incluyen los filos Cnidaria y Ctenophora, y que de acuerdo a los análisis filogenéticos forman un grupo parafilético, aunque algunos estudios lo consideran monofilético. Las dos capas embrionarias son el ectodermo y endodermo, y a diferencia de los bilaterios, carecen de mesodermo. Entre el ectodermo y el endodermo existe una capa de tejido, a veces con algunas células, denominada mesoglea, que no es de origen mesodérmico y por tanto no es homóloga del mesénquima de los acelomados. Los celentéreos terminan su desarrollo embrionario en la fase de gástrula.

## Esponjas
Las esponjas de mar (Porifera) han sido considerados diblásticos. Presentan una capa de células externa denominada pinacodermo y una interna, el coanodermo; estas capas están separadas por una mesoglea gelatinosa. Sin embargo, otros autores les consideran monoblásticos debido a que el embrión presenta una sola capa germinal. Entre los animales, las esponjas muestran la organización más simple, aunque tienen células diferenciadas (por ejemplo, el coanodermo), carecen de verdadera coordinación tisular.